# Gregorio de Silva y Mendoza
Gregorio de Silva y Mendoza (Pastrana, 24 de abril de 1649-Madrid, 1 de septiembre de 1693), V duque de Pastrana, IX duque del Infantado, VII duque de Lerma, VI duque de Francavilla, V duque de Estremera, príncipe de Éboli, príncipe de Mélito, etc, fue un noble, diplomático y político español.

## Biografía
Hijo de Rodrigo Díaz de Vivar de Silva y Mendoza, IV duque de Pastrana y de Catalina de Mendoza y Sandoval, VIII duquesa del Infantado. A la muerte de su padre (1675) heredó el ducado de Pastrana.
En 1679 fue enviado a París, junto a sus hermanos Gaspar y José, para llevar a la nueva reina, María Luisa de Orleans, el regalo de bodas, que consistía en un retrato de Carlos II pintado por Carreño, rodeado de diamantes. El duque partió de Madrid el 30 de julio haciendo su entrada oficial en la corte francesa el 14 de septiembre llevando el regalo con gran ostentación. Una descripción de la época comenta al respecto:

"Assi logro el Señor Duque de Pastrana muy cumplidamente el avivar en la corte de Francia la memoria (que siempre vivirá en ella) de su Grande y Generoso Abuelo que fue con el propio carácter, por nuestra inmortal Reyna D.Isabel y se porto con el inimitable lucimiento que ahora su dignissimo Nieto."

Al día siguiente tuvo lugar la entrega del presente a María Luisa y con tal motivo se organizaron saraos, banquetes y otros festejos.
En 1686, tras la muerte de su madre, se convirtió en el IX duque del Infantado y VII duque de Lerma, uniendo en sí y su descendencia estos títulos junto con los de duque de Pastrana, príncipe de Éboli y de Mélito, etc.
En 1688 fue nombrado sumiller de Corps de Carlos II, quien en 1693, poco antes de la muerte del duque, le nombró caballero de la Orden del Toisón de Oro. Tuvo una participación destacada en la Corte.
Fue un gran aficionado a la pintura protegiendo al pintor Juan Carreño de Miranda quien le inmortalizó en el famoso retrato del Museo del Prado (h. 1679).

## Matrimonio e hijos
Casó en la iglesia de Santa María de la Almudena de Madrid el 15 de agosto de 1666 con María de Haro y Guzmán (c. 4 de octubre de 1644-c. 10 de febrero de 1693), hija de Luis de Haro y Guzmán, primer ministro del rey Felipe IV, y de Catalina Fernández de Córdoba y Aragón. De este matrimonio nacieron:
1. Juan de Dios Silva y Mendoza (c. 13 de noviembre de 1672-9 de diciembre de 1737) X duque del Infantado, VIII duque de Lerma, VI duque de Pastrana, etc.
2. Manuel María de Silva y Mendoza (1677-1728), X conde de Galve, casado con María Teresa Álvarez de Toledo y Haro, padres de Fernando de Silva y Álvarez de Toledo
3. Luisa de Silva Mendoza y de Haro (1670-1722), casada en septiembre de 1687 con Manuel Alonso Pérez de Guzmán el Bueno, XII duque de Medina Sidonia.
4. María Teresa de Silva y Méndez de Haro, monja.[10]